# Bindemittel (Gefahrenabwehr)

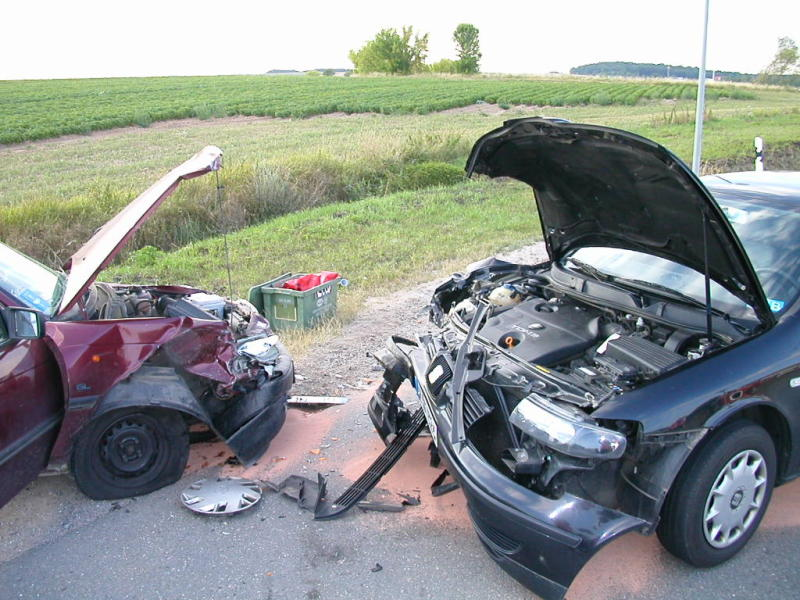
Verkehrsunfall von zwei Pkw und auslaufenden Betriebsmitteln; Ölbindemittel (rot-orange)

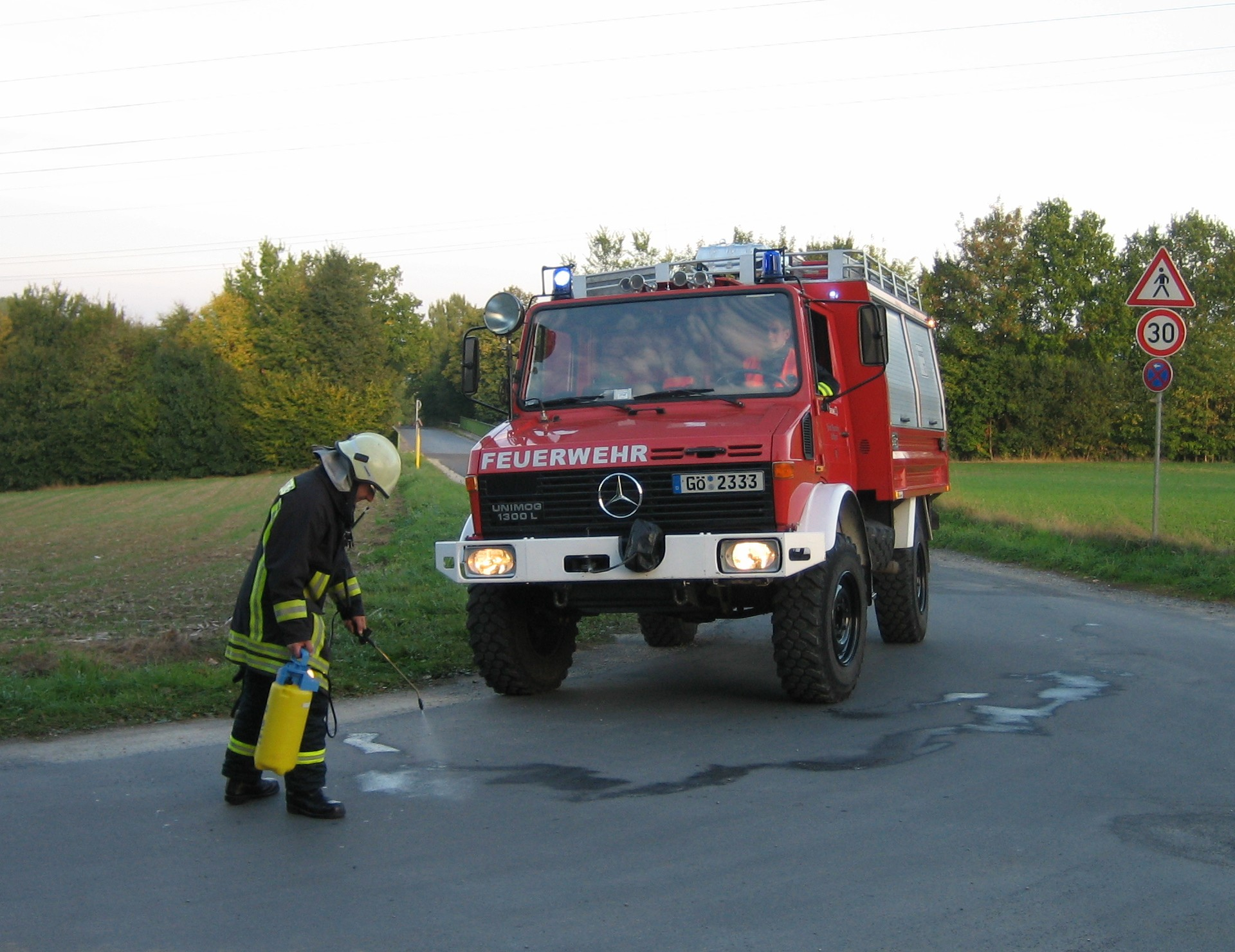
Einsatz von Ölbindemittel in flüssiger Form

Im Bereich der Gefahrenabwehr kommen verschiedene Bindemittel zum Einsatz. Im Wesentlichen lassen sich Öl- und Chemikalienbindemittel unterscheiden.

## Ölbindemittel
Ölbindemittel oder auch Ölbinder wird zum Abbinden von Mineralölen von Bauhof, Straßenmeisterei und Feuerwehr eingesetzt. Es sollte nicht pulverig oder zu feinkörnig sein und kann teilweise auch in flüssigem Zustand aufgebracht werden. Grundmaterialien sind mineralische oder auch pflanzliche Stoffe (wie z. B. Maisspindelgranulat). Es existieren auch Vliese, Schlängel, Würfel und vieles mehr, um Öl in bestimmten Situationen sicher aufzunehmen. Außerdem gibt es noch schwimmfähiges Ölbindemittel, das in Kombination mit Ölsperren und Ölrechen zur Beseitigung von Mineralölen auf Gewässern eingesetzt wird.
Häufigstes Einsatzgebiet ist die Beseitigung von auslaufenden Betriebsmitteln nach einem Verkehrsunfall oder von Ölspuren, die von Autos mit aufgerissener Ölwanne herrühren. Zum Abstreuen und Beseitigen des Öls eingesetzte pulverige Ölbindemittel können die Kehrfähigkeit dieser Mischung aus Öl mit Ölbindemittel durch das Entstehen einer Schmiere erheblich beeinträchtigen, sodass eine liegen bleibende Ölbindemittelspur nicht vermieden wird. Ölbindemittelspuren dürfen auch nicht zur Herstellung von Rutschfestigkeit liegen bleiben. Bei der Produktauswahl ist deshalb darauf zu achten, dass das Ölbindemittel für Verkehrsflächen von der Fertigung bis zum Einsatz nicht stauben kann, also nicht zur Bildung von pulverigen Anteilen neigt.
Es ist zu beachten, dass eine Vorreinigung mit Ölbindemittel nur eine Vorsorge zur Gefahrenabwehr darstellt und eine Nassreinigung zwingend erforderlich ist, um eine vollständige Ölspurbeseitigung zu gewährleisten. Eine gründliche Nassreinigung ist besonders wichtig, da Ölbindemittel oft nicht in der Lage sind, alle Ölreste vollständig aufzunehmen. Insbesondere bei Regen kann es vorkommen, dass das Ölbindemittel von der Fahrbahn gewaschen wird und die Gefahr einer erneuten Verschmutzung besteht. Eine fachgerechte Ölspurbeseitigung erfordert deshalb immer eine Kombination aus Vorreinigung mit Ölbindemittel und einer anschließenden Nassreinigung.

## Chemikalienbindemittel
Für die Aufnahme von Chemikalien gibt es eine breite Palette verschiedener Chemikalienbindemittel, unter anderem für die Anwendung in der Industrie, auf Verkehrsflächen oder in Gewässern. Es ist besonders auf die korrekte Auswahl zu achten. In der Regel sind sie auch für aggressive Stoffe wie Säuren und Laugen geeignet. Als Universalbindemittel sind sie sowohl für derartige Gefahrstoffe als auch für Mineralöle verwendbar. So gibt es auch hier spezielle Vliese oder Schlängel, die gegenüber aggressiven Stoffen resistent sind.
Besonders problematisch sind Unfälle mit Chemikalien, die heiß transportiert werden und bei einer Leckage erkalten und erstarren. Bevor diese Produkte mit Ölbindemittel aufgenommen werden können, müssen sie mit an der Unfallstelle erzeugtem heißem Wasser oder herangeführtem Kondensat gelöst werden.
Diese Arbeiten sind meist nur durch Werkfeuerwehren mit Spezialgerät zu bewältigen. Die Leitstellen der Feuerwehr nutzen dann gern, soweit verfügbar, das Transport-Unfall-Informations-System TUIS der Chemischen Industrie.

## Anwendung
- Fester Boden: Das Bindemittel wird auf den Boden gestreut und dann eingekehrt bzw. mit einer Kehrmaschine eingerieben, danach zusammengekehrt. Das mit dem Gefahrstoff gemischte Ölbindemittel muss vor Abschluss des Einsatzes zur Abwendung von Umweltschäden an Boden und Wasser restlos aufgenommen werden.
- Erstarrte Produkte mit heißem Wasser lösen und mit Bindemittel aufnehmen, kontaminiertes Erdreich auskoffern und dem Hersteller zur Entsorgung zuführen.
- Offene Gewässer: Das schwimmfähige Bindemittel wird auf das Gewässer geschüttet oder Ölsperren ausgebracht. Nachdem es das Öl aufgesaugt hat, wird es mit Hilfe von Sieben bzw. speziellen Rechen wieder eingesammelt. Alternativ existieren Skimmersysteme.

## Probleme
Das Ölbindemittel erlangt die Eigenschaften des aufgenommenen Stoffes (gefährlicher Abfall) und muss daher vollständig geborgen, behandelt und fachgerecht entsorgt werden. Die abfallrechtlich zwingend gebotene Abräumbarkeit des mit Öl vermischten Ölbindemittels kann mit dem Einsatz von Ölbindemitteln, die aufgrund mechanischer Festigkeit keine pulverigen Feinkornanteile entstehen lassen und folglich kehrfähig sind, wesentlich verbessert werden.
Die Porosität von Ölbindemitteln macht diese zum Katalysator für brennbare Flüssigkeiten, da durch die größere Oberfläche leichter eine Verbrennungsreaktion in Gang gesetzt werden kann (Dochteffekt). Diesel lässt sich mit einem Feuerzeug nahezu nicht entzünden, wird jedoch Ölbindemittel darauf gegeben, ist dies problemlos möglich. Aufgrund des niedrigeren Flammpunkts ist diese Gefahr bei Benzin noch deutlich höher, weswegen in solchen Fällen immer der Brandschutz sichergestellt werden sollte.